# Instituto Shinken
O Instituto Shinken foi uma organização brasileira de artes marciais.

## História
O instituto foi fundado em 1992 pelo sensei Ahnume Guérios sob a denominação Bushido Budo Kai tendo como princípio a prática e a divulgação no Brasil do AIKIDO e da arte e da cultura japonesa, além do fortalecimento da aliança cultural e de amizade entre o Japão, os Estados Unidos e o Brasil.
O sensei Guérios teve muitos mestres importantes desde que iniciou-se nas artes marciais em 1977 e posteriormente no aiquidô em 1986, contudo, um dos mestres que mais o influenciou foi o shihan Steven Seagal de quem foi discípulo direto durante mais de cinco anos.     
Steven Seagal sensei, além de conhecido astro do cinema americano é também mestre em várias artes marciais e sétimo grau de faixa-preta em aiquidô, tendo sido o primeiro ocidental a possuir e operar um dojô de aiquidô no Japão. 
Em 1999, Seagal sensei renomeou a Bushido Budo Kai como Instituto Senge. Em julho de 2002, o sensei Guérios deu o nome atual ao instituto.
O termo "Shinken" significa "lutando com espadas reais" e era comumente usado pelo fundador do Aiquidô, Morihei Ueshiba (1883-1969) para definir a atitude ideal para se praticar as artes marciais (budô).  

## Filiação
Atualmente, instituto é ligado à entidade máxima do aiquidô no mundo, a Aikikai Foundation, de Tóquio, através do shihan Yoshimitsu Yamada.
Também faz parte da Internation Aikido Federation (IAF).